# Charles Clark (Leichtathlet)
Charles Clark (* 10. August 1987 in Virginia Beach) ist ein ehemaliger US-amerikanischer Sprinter, der sich auf die 200 Meter spezialisiert hatte. Seine persönliche Bestzeit liegt bei 20,22 Sekunden. Er qualifizierte sich für die Weltmeisterschaften 2009 in Berlin, wo er im Finale über 200 m den 6. Platz belegte.
Clark wurde von USA Today zu einer All-USA-Auswahlmannschaft für Jungen an der Highschool gewählt.